# Spruille Braden

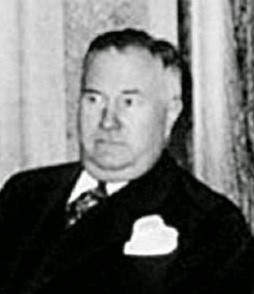
Spruille Braden (1945)

Spruille Braden, född 13 mars 1894 i Jefferson County i Montana, död 10 januari 1978 i Los Angeles i Kalifornien, var en amerikansk finansman och diplomat.
Braden var en av USA:s främsta experter i sydamerikanska frågor, och spelade från 1933 en ledande roll som USA:s delegat vid fredskongresser och panamerikanska konferenser i Latinamerika. Han var ambassadör i Colombia 1939-1942, i Kuba 1942-1945, och blev 1945 USA:s ambassadör i Buenos Aires samt från 1946 biträdande utrikesminister. På denna post väckte Braden stor uppmärksamhet genom att omedelbart före presidentvalet i Argentina låta publicera en "blå bok" där grava anklagelser riktades mot Juan Perón, en huvudkandidaterna i valet, vilket anses ha bidragit till Peróns valseger.